# 愛媛県道45号宇和明浜線
愛媛県道45号宇和明浜線（えひめけんどう45ごう うわあけはません）は、愛媛県西予市を通る県道（主要地方道）である。

## 概要

### 路線データ
- 起点：西予市宇和町稲生（愛媛県道29号宇和野村線交点）
- 終点：西予市明浜町俵津（国道378号交点）

## 歴史
- 1993年（平成5年）5月11日 - 建設省から、県道宇和明浜線が宇和明浜線として主要地方道に指定される[1]。

## 路線状況

### 重複区間
- 国道56号（西予市宇和町伊賀上 地内）

## 地理

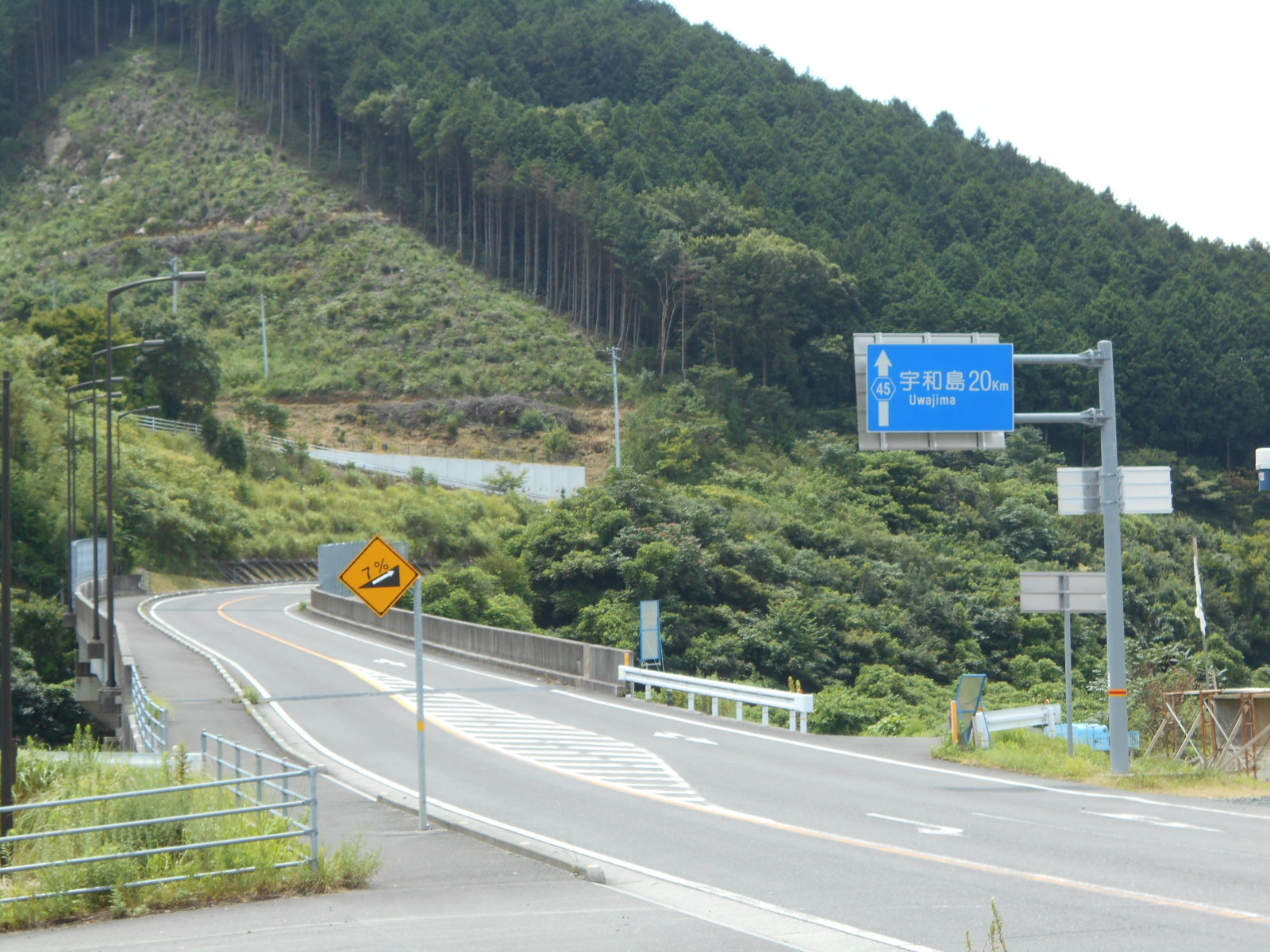
起点

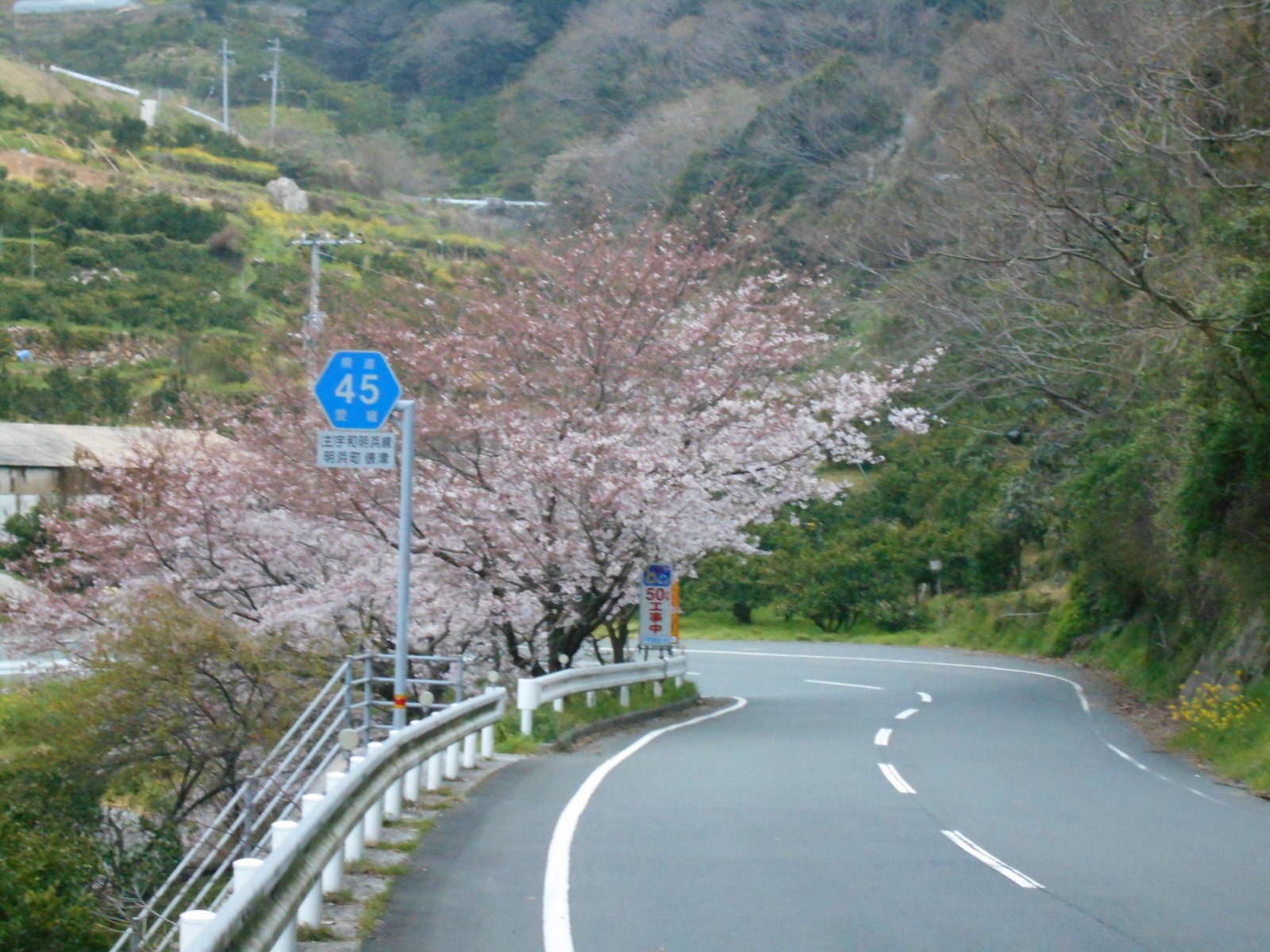
西予市明浜町俵津

### 通過する自治体
- 西予市

### 交差する道路
- 松山自動車道 西予宇和インターチェンジ・愛媛県道29号宇和野村線（起点）
- 国道56号（西予市宇和町伊賀上）
- 国道56号（西予市宇和町伊賀上）
- 国道378号（終点）